# All Things Must Pass
All Things Must Pass és un àlbum triple de George Harrison gravat i publicat després de la separació de The Beatles. Va ser el primer àlbum triple d'un artista, composta la seva primera edició per dos discos de vinil de cançons i un tercer disc titulat "Apple Jam" conformat per cançons improvisades a l'estudi d'enregistrament al costat de músics amics i altres convidats.
Rebut com una obra mestra des del seu llançament el 1970 All Things Must Pass és àmpliament considerat com un dels millors àlbums publicats per un Beatle en la seva carrera en solitari i ha estat certificat per la RIAA amb sis discos de platí.

## Història
El torrencial de bon material que conforma All Things Must Pass va agafar desprevinguts a molts crítics musicals, degut en gran manera al seu lloc de tercer compositor a The Beatles, sempre a l'ombra de John Lennon i Paul McCartney, si bé durant l'últim període havia compost èxits que podrien superar la qualitat de les composicions Lennon/McCartney, com és el cas de «While My Guitar Gently Weeps», «Something» o «Here Comes The Sun». De forma conseqüent, el fet que a cada disc de The Beatles n'aparegués una o dues cançons seves va permetre a Harrison recopilar una bona quantitat de material suficient per publicar un triple àlbum després de la ruptura del grup.
Gravat entre els mesos maig i agost de 1970 als Abbey Road Studios, i posteriorment mesclat a Trident Studios des de l'agost fins al setembre de 1970, Harrison va comptar amb l'ajut de Phil Spector per coproduir l'àlbum i donar-li un so més pesat i ressonant típic de la producció de Spector. Abans de l'enregistrament de l'àlbum, Harrison va assajar un bon nombre de temes acompanyat únicament de la seva guitarra. Al costat de les cançons que conformarien l'àlbum, com «Beware of Darkness» i «If Not For You», l'enregistrament, editada en el bootleg Beware of Abkco, incloïa cançons inèdites així com temes que posteriorment s'editaria al llarg de la carrera musical de Harrison, com «I Don't Wanna Do It», «Everybody Nobody» i «Window Window». D'aquests enregistraments, «Beware of Darkness» i «Let It Down» serien publicades en la reedició de l'any 2001.
En les sessions d'enregistrament de l'àlbum participen: Ringo Starr, Jim Gordon de Derek & Dominoes, Gary Brooker de Procol Harum, Klaus Voormann, Carl Radle de Derek & Dominos, Ginger Baker de Cream, Gary Wright, Dave Mason de Traffic, el bateria Alan White, que posteriorment es va unir al grup de rock progressiu Yes, membres de Badfinger, Eric Clapton, Billy Preston i també en el tema «Art of Dying» participa Phil Collins a la percussió. Bob Dylan, amic de Harrison, va coescriure «I'd Have You Anytime», mentre Harrison versionaba el tema «If Not For You», publicat recentment al disc New Morning de Dylan.
El single principal de All Things Must Pass va ser «My Sweet Lord», que es va convertir a l'instant en un gran èxit, assolint el primer lloc de les llistes d'èxits a nivell mundial i perdent una posterior demanda per un suposat plagi de la cançó «He's So Fine» de The Chiffons. Un jutjat va al·legar que Harrison havia plagiat de forma inintencionada la primera cançó, la qual cosa va donar a George l'argument per escriure una cançó titulada «This Song» burlant-se del procés judicial. L'àlbum va assolir el lloc #4 en les llistes britàniques i va passar set setmanes al primer lloc de les nord-americanes, sent acreditat com a séxtuple àlbum de platí.
Una edició remasterizada de All Things Must Pass, supervisada per Harrison, va veure la llum el 2001, mesos abans de la seva mort, al costat de diversos temes extres i una nova versió de «My Sweet Lord». Així mateix, l'àlbum incloïa una nova portada acolorida, a diferència de l'original en blanc i negre, amb una denúncia de la contaminació a través de petites inclusions que es van introduint des de la funda del primer disc fins a la del tercer.
El 29 de juliol de 2006, la companyia que regenta les llistes d'èxits britàniques va modificar una de les llistes a causa d'una vaga que va tenir lloc en el moment de la publicació de l'àlbum i que va impedir repartir la correspondència amb el nombre de vendes. Així doncs All Things Must Pass, que originalment havia assolit la posició #4, va ser recentment guardonat amb el nombre #1 al Regne Unit a causa dels errors de càlcul originats per la vaga.

## Llista de cançons
Totes les cançons compostes per George Harrison excepte on s'indiqui.
Part A
1. "I'd Have You Anytime" (George Harrison/Bob Dylan) – 2:56
2. "My Sweet Lord" – 4:38
3. "Wah-Wah" – 5:35
4. "Isn't It a Pity" (Versió 1) - 7:08

Part 2
1. "What Is Life" – 4:22
2. "If Not for You" (Bob Dylan) – 3:29
3. "Behind That Locked Door" – 3:05
4. "Let It Down" – 4:57
5. "Run of the Mill" – 2:49

Part 3
1. "Beware of Darkness" – 3:48
2. "Apple Scruffs" – 3:04
3. "Ballad of Sir Frankie Crisp (Let It Roll)" – 3:46
4. "Awaiting on You All" – 2:45
5. "All Things Must Pass" – 3:44

Part 4
1. "I Dig Love" – 4:55
2. "Art of Dying" – 3:37
3. "Isn't It a Pity" (Versió 2) - 4:45
4. "Hear Me Lord" - 5:46

Part 5
1. "Out of the Blue" (Jim Gordon/Carl Radle/Bobby Whitlock/Eric Clapton/Gary Wright/George Harrison/Jim Price/Bobby Keys/Al Aronowitz) – 11:14
2. "It's Johnny's Birthday" (basada en "Congratulations", de Martin/Coulter) - 0:49
3. "Plug Me In" (Jim Gordon/Carl Radle/Bobby Whitlock/Eric Clapton/Dave Mason/George Harrison) – 3:18

Part 6
1. "I Remember Jeep" (Ginger Baker/Klaus Voormann/Billy Preston/Eric Clapton/George Harrison) – 8:07
2. "Thanks for the Pepperoni" (Jim Gordon/Carl Radle/Bobby Whitlock/Eric Clapton/Dave Mason/George Harrison) – 5:31

### Reedició de 2001
El 2000, George Harrison va supervisar personalment la remasterització de All Things Must Pass, el primer dels seus projectes per reeditar tot el seu catàleg musical. Tristament, Harrison només va viure prou per veure la reedició de All Things Must Pass el gener de 2001, a la seva companyia GN Records i distribuïda a través d'EMI.
A més de la coloració de la portada, els tres discos de vinil havien estat reduïts a dos Cd, amb temes addicionals al final del primer i l'"Apple Jam" al final del segon.
Disc 1
1. "I'd Have You Anytime" (George Harrison/Bob Dylan) – 2:56
2. "My Sweet Lord" – 4:38
3. "Wah-Wah" – 5:35
4. "Isn't It a Pity" (Versió 1) – 7:09
5. "What Is Life" – 4:22
6. "If Not for You" (Bob Dylan) – 3:29
7. "Behind That Locked Door" – 3:05
8. "Let It Down" – 4:57
9. "Run of the Mill" – 2:49
10. "I Live for You" – 3:35[n. 1]
11. "Beware of Darkness" – 3:19[n. 2]>
12. "Let It Down" – 3:54[n. 1]
13. "What Is Life" – 4:27[n. 3]
14. "My Sweet Lord (2000)" – 4:57[n. 1]

Disc 2
1. "Beware of Darkness" – 3:48
2. "Apple Scruffs" – 3:04
3. "Ballad of Sir Frankie Crisp (Let It Roll)" – 3:46
4. "Awaiting on You All" – 2:45
5. "All Things Must Pass" – 3:44
6. "I Dig Love" – 4:55
7. "Art Of Dying" – 3:37
8. "Isn't It a Pity" (Versió 2) – 4:45
9. "Hear Me Lord" – 5:46
10. "It's Johnny's Birthday" – 0:49
11. "Plug Me In" (Jim Gordon/Carl Radle/Bobby Whitlock/Eric Clapton/Dave Mason/George Harrison) – 3:18
12. "I Remember Jeep" (Ginger Baker/Klaus Voormann/Billy Preston/Eric Clapton/George Harrison) – 8:07
13. "Thanks for the Pepperoni" (Jim Gordon/Carl Radle/Bobby Whitlock/Eric Clapton/Dave Mason/George Harrison) – 5:31
14. "Out of the Blue" (Jim Gordon/Carl Radle/Bobby Whitlock/Eric Clapton/Gary Wright/George Harrison/Jim Price/Bobby Keys/Al Aronowitz) – 11:16

## Crèdits
Els següents músics es troben acreditats en la reedició de 2001:
- Guitarres: George Harrison, Eric Clapton, Dave Mason
- Baix: Klaus Voormann, Carl Radle
- Arranjaments d'orquestra: John Barham
- Teclats: Gary Wright, Bobby Whitlock, Billy Preston, Gary Brooker
- Bateria i percussió: Ringo Starr, Jim Gordon, Alan White, Ginger Baker
- Pedal steel: Pete Drake
- Saxòfon tenor: Bobby Keys
- Trompeta: Jim Price
- Guitarres rítmiques i percussió: Badfinger
- Piano Rhodes i cors a "I Live for You" i "My Sweet Lord" (2000): Dhani Harrison
- Pandereta a "My Sweet Lord" (2000): Ray Cooper
- a "My Sweet Lord" (2000): Sam Brown

## Versions de temes
- Billy Preston va versionar "My Sweet Lord" i "All Things Must Pass" al seu àlbum de 1970 Encouraging Words
- Galaxie 500 va versionar "Isn't It a Pity" a l'àlbum de 1989 On Fire
- El primer grup de Tom Petty, Mudcrutch, va versionar en directe "Isn't It a Pity". A la gira de l'any 2002 amb The Heartbreakers va tornar a interpretar la cançó en homenatge a Harrison.
- Joe Cocker va versionar "Beware Of Darkness" a l'àlbum de 2007 Hymn For My Soul.
- La banda de rock progressiu Spock's Beard va versionar "Beware of Darkness" a l'àlbum homònim.
- Nina Simone va versionar entre 1971 i 1973 "My Sweet Lord", "Isn't It A Pity" i "Here Comes The Sun.
- Leon Russell va versionar "Beware of Darkness" al seu àlbum Leon Russell and the Shelter People.
- The Rutles va versionar "Isn't It A Pity" durant una gira.
- Eric Clapton va retre un tribut a George Harrison en l'edició de 2007 del Crossroads Guitar Festival al versionar "Isn't It a Pity".
- Megadeth va fer un cover de "My Sweet Lord" durant un unplugged a Buenos Aires, Argentina. A causa de la coneguda admiració de Dave Mustaine pel públic argentí, va canviar lleugerament la lletra, i en comptes de cantar "Al·leluia", cantaven "Buenos Aires" i "Argentina".
- Pedro Aznar, compositor i multinstrumentista argentí, va fer una versió d'"Isn't It a Pity" al seu àlbum doble de 2008 Quebrado.

## Llistes d'èxits

### Àlbum
| País         | Lista (1970)     | Lista (1970)       | Lista (1970) |
|              | Posició més alta | Setmanes en llista |              |
| ------------ | ---------------- | ------------------ | ------------ |
| Noruega      | 1 (9)            | 30                 |              |
| Austràlia    | 1 (8)            |                    |              |
| Estats Units | 1 (7)            | 38                 |              |
| Regne Unit   | 1                | 24                 |              |
| Japó         | 4                | 11                 |              |

| País       | Lista (Reedición 2001) | Lista (Reedición 2001) | Lista (Reedición 2001) |
|            | Posició més alta       | Setmanes en llista     |                        |
| ---------- | ---------------------- | ---------------------- | ---------------------- |
| Japó       | 46                     | 2                      |                        |
| França     | 68                     | 5                      |                        |
| Regne Unit | 68                     | 2                      |                        |

### Singles
| Any  | Single                             | GB | US | CH | DE                                      | AU | NO | IE | JP | SE |
| ---- | ---------------------------------- | -- | -- | -- | --------------------------------------- | -- | -- | -- | -- | -- |
| 1971 | "My Sweet Lord"/ "Isn't It a Pity" | 1  | 1  | 1  | 1                                       | 1  | 1  | 1  | 4  | -  |
| 1971 | "What Is Life"/ "Apple Scruffs"    | -  | 10 | 1  | -                                       | 4  | 7  | -  | 19 | -  |
| 2002 | "My Sweet Lord" (Reedició)         | 1  | 94 | 69 | 1 Arxivat 2016-03-03 a Wayback Machine. | -  | 18 |    | 96 | 56 |

## Guardons
Nominacions
- 1972: Grammy a l'àlbum de l'any